# Galaxy Rangers/Episodenliste
Diese Episodenliste beinhaltet alle Episoden der US-amerikanischen Science-Fiction-Zeichentrickserie Galaxy Rangers, sortiert nach der Reihenfolge ihrer Produktion. Es wurde eine Staffel mit 65 Episoden produziert, die erstmals 1986 zwischen dem 14. September und dem 11. Dezember in den USA ausgestrahlt wurden. Die durchschnittliche Episodenlänge beträgt 22 Minuten.